# Подере Кастелачо (Перуђа)
Подере Кастелачо је насеље у Италији у округу Перуђа, региону Умбрија.
Према процени из 2011. у насељу је живело 24 становника. Насеље се налази на надморској висини од 335 м.